# Johann Tschopp
Johann Tschopp (Sierre, Valais, 1 de juliol de 1982) és un ciclista suís, ja retirat, que fou professional del 2004 al 2014 als equips Phonak, Bouygues Télécom, BMC Racing Team i IAM Cycling.
En el seu palmarès destaca la victòria en la 20a etapa del Giro d'Itàlia de 2010 amb final a Passo di Tonale, després de passar en primera posició pel Passo di Gavia, cima Coppi de l'edició.

## Palmarès
- 2009
  - Vencedor d'una etapa de la Tropicale Amissa Bongo
- 2010
  - Vencedor d'una etapa del Giro d'Itàlia
- 2012
  - 1r al Tour de Utah i vencedor d'una etapa
- 2013
  - Vencedor de la classificació de la muntanya a la París-Niça
- 2014
  - Vencedor de la classificació de la muntanya al Tour de Romandia

### Resultat al Tour de França
- 2007. 93è de la classificació general
- 2008. 54è de la classificació general

### Resultat al Giro d'Itàlia
- 2005. 41è de la classificació general
- 2006. 45è de la classificació general
- 2009. 126è de la classificació general
- 2010. 34è de la classificació general. Vencedor d'una etapa
- 2011. 15è de la classificació general
- 2012. 14è de la classificació general

### Resultats a la Volta a Espanya
- 2010. 81è de la classificació general
- 2011. Abandona (6a etapa)
- 2014. No surt (14a etapa)